# 주앙 핀투
주앙 핀투(João Pinto, 1971년 8월 19일 ~ )는 포르투갈의 은퇴한 축구 선수이며, 포지션은 공격수였다. 과거 보아비스타 FC, 아틀레티코 마드리드, SL 벤피카, 스포르팅 리스본, SC 브라가 등에서 뛴 경력이 있으며 2008년 SC 브라가에서 은퇴를 하였다. 국가대표 경력으로는 1991년부터 2002년까지 포르투갈 국가대표로 활동하였고 81경기 출장에 23득점을 하였다. 
2002년 FIFA 월드컵에서도 포르투갈 국가대표로 참가했는데, 포르투갈은 1차전인 미국전에서 2:3으로 패했지만 2차전인 폴란드전에서는 4:0 대승을 하였다. 3차전인 대한민국전에서는 같은 시간에 대전에서 열린 미국-폴란드전에서 폴란드가 큰 점수차로 앞서가고 있었기 때문에 비기기만 해도 조 2위로 16강에 진출할 수 있었던 상황이었다. 그러나 인천에서 열린 대한민국전에서 그는 대한민국의 박지성에게 양다리를 이용한 백태클을 범하여 그 자리에서 바로 레드카드를 받고 퇴장당했다. 그 후 베투도 후반전 이영표에게 가한 파울을 포함해 2회 경고를 받아 경고 누적으로 퇴장당하면서 포르투갈은 수적 열세에 몰렸고, 결국 후반전에 터진 박지성의 결승골로 대한민국에 0:1로 패하며 조별리그에서 탈락하고 말았다. 뿐만 아니라 퇴장 명령을 받는 과정에서 당시 주심이었던 앙헬 산체스를 폭행한 일로 그 해 10월까지 출장 정지라는 중징계를 받기도 하였다.